# Emilia Szczawińska-Osińska
Emilia Szczawińska-Osińska (ur. 19 stycznia 1926 w Masłomęczu, zm. 19 września 2010 w Lublinie) – polska siatkarka, reprezentantka Polski, medalistka mistrzostw świata i Europy.

## Życiorys
W mistrzostwach Polski uczestniczyła od 1946 r. Z drużyną AZS Lublin zajęła wówczas 4. miejsce. Miejsce to powtórzyła w 1947 w barwach Lublinianki. Od 1948 r., po rozpoczęciu studiów na Akademii Medycznej w Warszawie, grała w zespole AZS Warszawa, zdobywając w tym samym roku mistrzostwo Polski. Sukces ten powtórzyła jeszcze w 1952 r. jako zawodniczka AZ AWF Warszawa. Ponadto zdobyła jeszcze brązowy medal w 1950 r. w barwach AZS Warszawa. Po ukończeniu studiów medycznych grała jeszcze w niższej klasie rozgrywkowej w Starcie Lublin do 1967 r.
W reprezentacji Polski debiutowała w historycznym pierwszym meczu tej drużyny 4 lutego 1948 r. w Warszawie z Czechosłowacją. Kolejny mecz w drużynie narodowej zagrała jednak dopiero rok później (towarzysko 2 marca 1949 r. z Czechosłowacją), a podstawową zawodniczką reprezentacji stała się w 1950 r. Miała znaczący udział w zdobyciu przez Polskę wicemistrzostwa Europy w 1950 i 1951 r. oraz największym sukcesie polskiej siatkówki na arenie międzynarodowej aż do czasów Huberta Wagnera – zdobyciu wicemistrzostwa świata w 1952 r. Uczestniczyła również w akademickich mistrzostwach świata w 1951 r., a ostatnie mecze w reprezentacji rozegrała w 1953 r. na Międzynarodowych Igrzyskach Młodzieży i Studentów w Bukareszcie. Łącznie wystąpiła w 38 oficjalnych spotkaniach.
Z zawodu lekarz stomatolog.